# Chinatown (Vancouver)

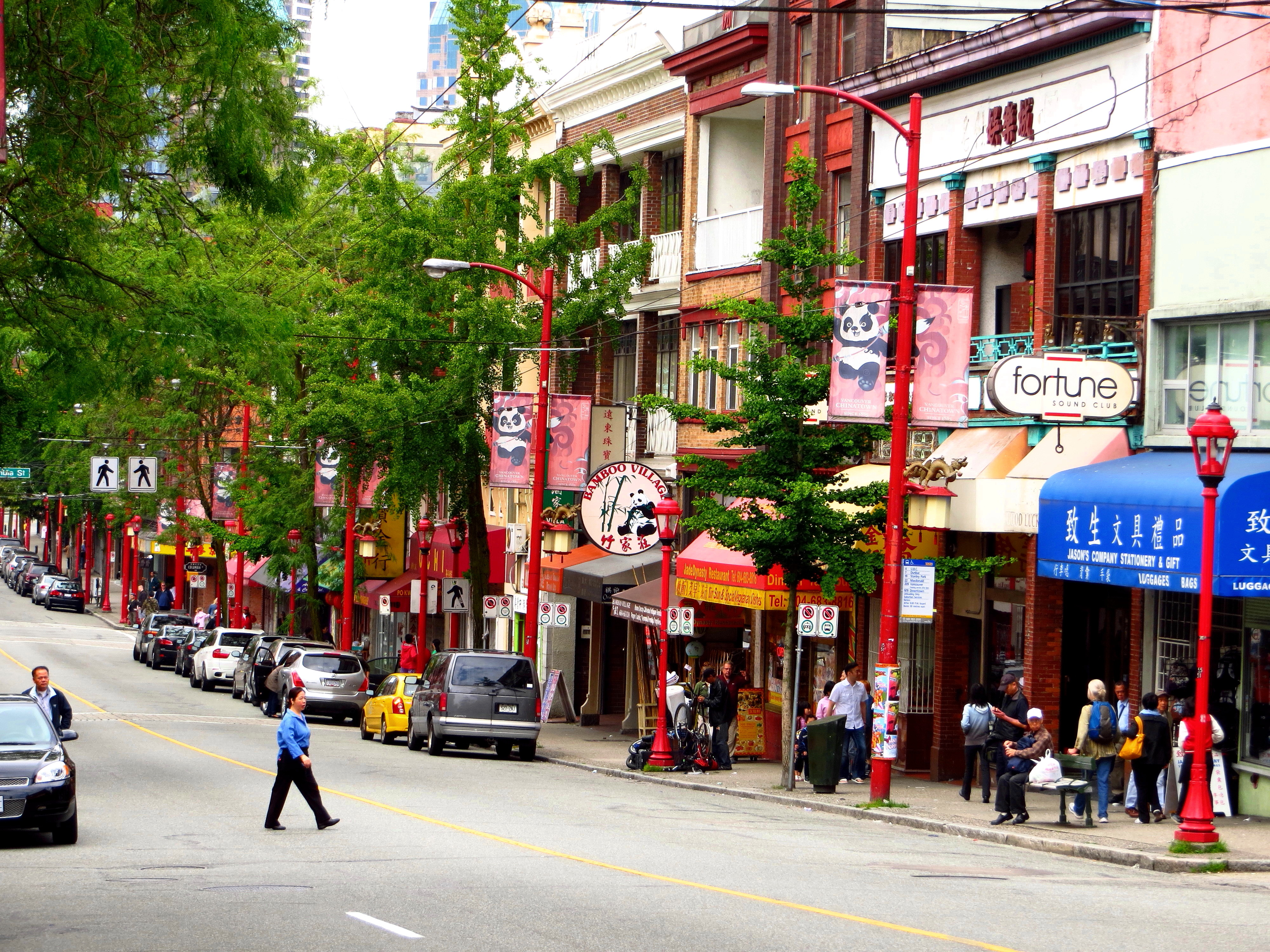
Una via di Chinatown

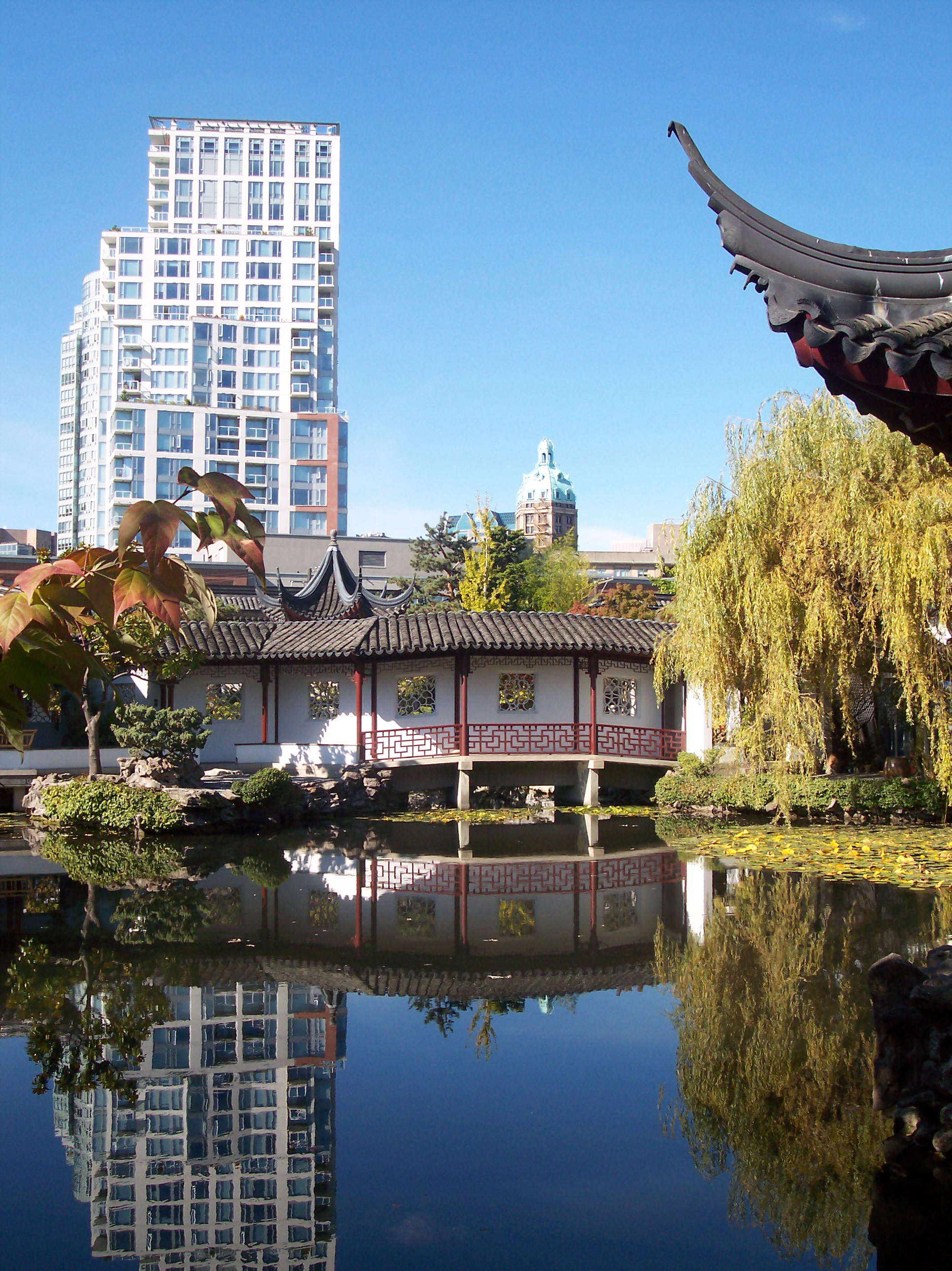
I giardini del Dr. Sun Yat-Sen

Chinatown è un quartiere di Vancouver (Columbia Britannica) a vasta maggioranza cinese. È la più grande chinatown di tutto il Canada e una delle più grandi del Nordamerica. Collocata attorno a Pender Street, è delimitata a ovest da Gastown e dal financial district, a bord dal Downtown Eastside, a nordest da Japantown e a est dal quartiere residenziale di Strathcona. Le fonti ufficiali della Città di Vancouver riportano come confini le strade di Pender Street, Hastings Street, Georgia Street, Gore Street e Taylor Street., anche se la zona chiamata informalmente "Chinatown" si estende molto oltre verso Downtown Eastside. Le strade di Main Street, Pender Street, e Keefer Street sono quelle di più intensa attività commerciale.
Il quartiere ha avuto un ruolo storico come centro principale della comunità cinese di Vancouver, ma l'immigrazione di origine cinese si è recentemente spostata verso altre zone, come alcuni quartieri di Richmond. Questa nuova chinatown è nota anche come Golden Village (la proposta di chiamarla "Chinatown" è stata ampiamente osteggiata dalla popolazione della "vecchia" Chinatown e da quella di Richmond). La vecchia Chinatown ha perso negli ultimi decenni molti dei suoi tratti distintivi, pur mantenendo alcune importanti attrazioni turistiche, come i famosi Giardini cinesi classici Dr. Sun Yat-Sen, la "Porta della Cina" all'inizio di Pender Street (dono della Repubblica Popolare Cinese), o il Sam Kee Building.